# Брест (Ланишће)
Брест (итал. Olmeto) је насељено место у Републици Хрватској у Истарској жупанији. Административно је у саставу општине Ланишће.
Брест се налази близу Бузета, на рубу заравни у кршу, подно планине Жбевнице, на надморској висини од 693 м, недалеко од хрватско-словеначке границе. Кроз насеље пролази регионални пут Бузет—Водице. Становници се баве пољопривредом, а у прошлости важно је било сточарство, млекарство и производња дрвеног угља. Производи су се продавали на пијацама у Трсту и већим градовима.
Историјски развој Бреста сличан је развоју осталих оближњих насеља. У средњем веку припадао је Аквилејској цркви, после Горичким, а затим у поседу Млечана у оквиру рашпорскога подручја. Жупна црква Пресветога Тројства изграђена је 1878. вероватно на месту старије (из XIV века).

## Становништво
Према попису становништва из 2011. године у насељу Брест живело је 39 становника који су живели у 12 породичних домаћинстава.
Кретање броја становника по пописима 1857—2001.
| година пописа   | 1857. | 1869. | 1880. | 1890. | 1900. | 1910. | 1921. | 1931. | 1948. | 1953. | 1961. | 1971. | 1981. | 1991. | 2001. | 2011. |
| Број становника | 263   | 285   | 273   | 290   | 289   | 262   | 0     | 264   | 184   | 186   | 112   | 65    | 47    | 69    | 48    | 39    |

Напомена: У 1921. подаци садржани у насељу Слум, а у 1931. садржи податке за насеље Кропињак.

## Занимљивости
- Брест има најмањи звоник у целој Истри. Цркву Светог Тројства изградили су Аустријанци 1878. године у замену за право коришћења воде са сеоског извора. Уговор није предниђао градњу звоника. па је звоник, висок неколико метара изграђен накнадно. Средства за његову изградњу скупили су становници Бреста.[3]